# Julio Mariaca Pando
Julio Mariaca Pando (La Paz, Bolivia; 31 de enero de 1890 - La Paz, 23 de noviembre de 1936) fue un arquitecto y urbanista boliviano. Es considerado, junto a Emilio Villanueva y Adán Sánchez, uno de los tres arquitectos más importantes del modernismo en Bolivia.

## Biografía
Nació en La  Paz y realizó sus estudios en el Colegio San Calixto de La Paz, fundado apenas ocho años antes de su nacimiento. Realizó sus estudios universitarios en Santiago de Chile donde obtuvo el título de ingeniero arquitecto. 

## Obra
Entre las obras de diseño arquitectónico más destacadas diseñadas por Mariaca Pando se encuentran:
- Estación de Ferrocarriles de La Paz, actual estación de Mi Teleférico.
- Casa España, edificio en el que funciona el Centro de Cultura de España en La Paz
- Capilla del cementerio General de La Paz, actualmente en funcionamiento.
- Ministerio de Economía y Finanzas, en la calle Bolívar esquina Indaburo
- Casa Goitia, plaza Isabel la Católica.
- Fundación Cultural del Banco Central, Ingavi esquina Yanacocha.
- Banco Nacional en Oruro y Cochabamba
- Corte Suprema de Justicia en Sucre.
- Casa Goitia.

También se destacó como urbanista y entre sus propuestas más destacadas se halla la remitida para el concurso de la creación de la Avenida Mariscal Santa Cruz y el embovedado del río Choqueyapu, propuso igualmente una de las versiones iniciales del Puente de Las Américas.

## Edificios realizados
Uno de sus edificios más emblemáticos actualmente en uso es la Estación de trenes ENFE, convertida en estación de Mi teleférico y en proceso de refuncionalización durante 2018.